# Silnice I/29
Die Silnice I/29 (tschechisch für: „Straße I. Klasse 29“) ist eine tschechische Staatsstraße (Straße I. Klasse).

## Verlauf
Die Straße beginnt am Südrand der Stadt Písek an der Silnice I/20 (Europastraße 49). Sie führt am Ostrand dieser Stadt entlang zunächst nach Norden, wendet sich dann nach Nordosten, überquert die durch die Orlík-Talsperre aufgestaute Moldau (Vltava), verläuft durch Bernatice und  Opařany (Woporschan) und endet bei Oltyně (Woltin) rund 12 Kilometer westlich von Tábor an der Silnice I/19.
Die Länge der Straße beträgt gut 33 Kilometer.

## Geschichte
Von 1940 bis 1945 bildete die Straße einen Teil der Reichsstraße 349.